# Puchar Azji Wschodniej w piłce nożnej 2008
Trzecia edycja Pucharu Azji Wschodniej odbyła się w 2008 w Chinach, natomiast turniej kwalifikacyjny odbył się w 2007 roku w Makau. (Wszystkie czasy są podane w czasie środkowoeuropejskim).

## Turniej eliminacyjny

### Etap I
| 25 marca 2007 10:00 CET | Mariany Północne · Mark McDonald 57' · Mark McDonald 75' | 2-3 | Guam · Alan Jamison 9' · Zachary Pangelinan 65' · Zachary Pangelinan 78' | Oleai Sports Complex, Saipan |
|                         |                                                          |     |                                                                          |                              |

| 1 kwietnia 2007 12:00 CET | Guam · Zachary Pangelinan 6' · Zachary Pangelinan 21' · Zachary Pangelinan 42' · Zachary Pangelinan 54' · Marvin Mendoza 56' · Elias Merfalen 57' · Zachary Pangelinan 61' · Alan Jamison 85' · Edward Calvo 90+1' | 9-0 | Mariany Północne | Guam National Football Stadium, Hagåtña |
|                           | |     |                  |                                         |

Guam wygrał z Marianami Północnymi łącznie 12:2 i awansował do drugiego etapu turnieju kwalifikacyjnego.

### Etap II
Najlepsza drużyna z każdej grupy awansuje do meczu finałowego. Drużyny z 2. miejsc zagrają w meczu o 3. miejsce, a drużyny z 3. miejsc w meczu o 5. miejsce. Zwycięzca turnieju kwalifikacyjnego awansuje do turnieju finałowego.

#### Grupa A
| Drużyna        | Punkty | Mecze | Zwycięstwa | Remisy | Porażki | Strzelone | Stracone | +/- |
| -------------- | ------ | ----- | ---------- | ------ | ------- | --------- | -------- | --- |
| Korea Północna | 6      | 2     | 2          | 0      | 0       | 14        | 1        | +13 |
| Makau          | 1      | 2     | 0          | 1      | 1       | 1         | 7        | -6  |
| Mongolia       | 1      | 2     | 0          | 1      | 1       | 0         | 7        | -7  |

| 17 czerwca 2007 12:00 CET | Makau | 0-0 | Mongolia | Macau Stadium, Makau Widzów: 300 Sędzia: Hajime Matsuo |
|                           |       |     |          |                                                        |

| 19 czerwca 2007 12:00 CET | Korea Północna · Ri Kum-chol 27', 43' · Jong Tae-se 29', 33', 34', 54' · Sin Yong-nam 35' | 7-06–0 | Mongolia | Macau Stadium, Makau Widzów: 300 Sędzia: Kenji Ogija |
|                           |                                                                                           |        |          |                                                      |

| 21 czerwca 2007 12:00 CET | Makau · Kin Seng Chan 45+1' | 1-71–5 | Korea Północna · Ri Kum-chol 5', 18' · Jong Tae-se 10' (k.), 12', 28', 60' · Pak Chung-il 68' | Macau Stadium, Makau Widzów: 300 Sędzia: Wan Daxue |
|                           |                             |        |                                                                                               |                                                    |

#### Grupa B
| Drużyna         | Punkty | Mecze | Zwycięstwa | Remisy | Porażki | Strzelone | Stracone | +/- |
| --------------- | ------ | ----- | ---------- | ------ | ------- | --------- | -------- | --- |
| Hongkong        | 4      | 2     | 1          | 1      | 0       | 16        | 2        | +14 |
| Chińskie Tajpej | 4      | 2     | 1          | 1      | 0       | 11        | 1        | +10 |
| Guam            | 0      | 2     | 0          | 0      | 2       | 1         | 25       | -24 |

| 17 czerwca 2007 9:00 CET | Guam | 0-100–5 | Chińskie Tajpej · Lo Chih-en 7', 28', 72', 88' · Tsai Hui-kai 20' · Feng Pao-hsing 25', 38' · Chen Po-liang 52', 68' · Huang Cheng-tsung 74' | Macau Stadium, Makau Widzów: 10 Sędzia: Wan Daxue |
|                          |      |         | |                                                   |

| 19 czerwca 2007 9:00 CET | Hongkong · Lo Chi Kwan 56' | 1-10–0 | Chińskie Tajpej · Huang Wei-yi 50' | Macau Stadium, Makau Widzów: 200 Sędzia: Kim Eui-soo |
|                          |                            |        |                                    |                                                      |

| 21 czerwca 2007 9:00 CET | Hongkong | 15-1 | Guam | Macau Stadium, Makau |
|                          |          |      |      |                      |

#### Mecz o 5. miejsce
| 23 czerwca 2007 9:00 CET | Mongolia | 5-1 | Guam | Macau Stadium, Makau |
|                          |          |     |      |                      |

#### Mecz o 3. miejsce
| 24 czerwca 2007 9:00 CET | Makau | 2-7 | Chińskie Tajpej | Macau Stadium, Makau |
|                          |       |     |                 |                      |

#### Finał
| 24 czerwca 2007 12:00 CET | Korea Północna · Mun In-guk 82' | 1-0 | Hongkong | Macau Stadium, Makau |
|                           |                                 |     |          |                      |

### Końcowa klasyfikacja

#### Tabela
| Lp. | Flaga | Drużyna         |
| --- | ----- | --------------- |
| 1   |       | Korea Północna  |
| 2   |       | Hongkong        |
| 3   |       | Chińskie Tajpej |
| 4   |       | Makau           |
| 5   |       | Mongolia        |
| 6   |       | Guam            |

#### Nagrody
Najlepszy strzelec
- Jong Tae-se

Najlepszy bramkarz
- Fan Chun Yip

Najlepszy obrońca
- Nam Song-chol

Drużyna Fair play
- Makau

Najbardziej wartościowy zawodnik
- Mun In-guk

## Turniej finałowy
Puchar Azji Wschodniej 2008 został rozegrany pomiędzy 17 a 23 lutego 2008. W turnieju wziął udział zwycięzca turnieju kwalifikacyjnego oraz trzy najlepsze drużyny EAFF. 
- Chiny
- Japonia
- Korea Południowa
- Korea Północna

| Drużyna          | Pkt | M | Z | R | P | Br+ | Br- | +/- |
| ---------------- | --- | - | - | - | - | --- | --- | --- |
| Korea Południowa | 5   | 3 | 1 | 2 | 0 | 5   | 4   | 1   |
| Japonia          | 5   | 3 | 1 | 2 | 0 | 3   | 2   | 1   |
| Chiny            | 3   | 3 | 1 | 0 | 2 | 5   | 5   | 0   |
| Korea Północna   | 2   | 3 | 0 | 2 | 1 | 3   | 5   | -2  |

| 17 lutego 2008 | Chiny | 2-30-1 | Korea Południowa | Chongqing Olympic Sports Centre, Chongqing |
|                |       |        |                  |                                            |

| 17 lutego 2008 | Japonia | 1-10-1 | Korea Północna | Chongqing Olympic Sports Centre, Chongqing |
|                |         |        |                |                                            |

| 20 lutego 2008 | Korea Północna | 1-10-1 | Korea Południowa | Chongqing Olympic Sports Centre, Chongqing |
|                |                |        |                  |                                            |

| 20 lutego 2008 | Chiny | 0-1 | Japonia | Chongqing Olympic Sports Centre, Chongqing |
|                |       |     |         |                                            |

| 23 lutego 2008 | Japonia | 1-10-1 | Korea Południowa | Chongqing Olympic Sports Centre, Chongqing |
|                |         |        |                  |                                            |

| 23 lutego 2008 | Chiny | 3-11-1 | Korea Północna | Chongqing Olympic Sports Centre, Chongqing |
|                |       |        |                |                                            |